# Porta Santo Stefano
 (signalé en mai 2025).
Si vous disposez d'ouvrages ou d'articles de référence ou si vous connaissez des sites web de qualité traitant du thème abordé ici, merci de compléter l'article en donnant les références utiles à sa vérifiabilité et en les liant à la section « Notes et références ».
- Archive Wikiwix
- Bing
- Cairn
- DuckDuckGo
- E. Universalis
- Gallica
- Google
- G. Books
- G. News
- G. Scholar
- Persée
- Qwant
- (zh) Baidu
- (ru) Yandex
- (wd) trouver des œuvres sur Wikidata

La Porta Santo Stefano (pôrta ed Stra Stêven ou pôrta San Stêven en dialecte bolonais) est l'une des portes de la troisième enceinte de la ville de Bologne.

## Histoire
La Porta Santo Stefano s'élève sur la route de Florence. Elle a été construite au XIIIe siècle et rénovée et restaurée plusieurs fois au cours des deux siècles suivants. Complétée au cours du XVe siècle, elle fut sévèrement endommagée par des obus d'artillerie lors d'un siège en 1512, avec la destruction de la tour d'origine.
En 1843, les bâtiments antérieurs ont été complètement démolis et un nouveau passage monumental a été construit, appelé barrière grégorienne, composé des deux bâtiments encore existants, conçu par l'architecte Filippo Antolini sur ordre du pape Grégoire XVI. Avec la rénovation de la route de Futa, la plupart du trafic et des échanges avec Florence ont commencé à passer par la Porta Santo Stefano. La porte était fermée par deux piliers et un grand portail en fer (toujours existant et repositionné à l'entrée des Giardini Margherita, du côté de la Porta Castiglione). La dernière entrée de la Porta Santo Stefano était celle du roi d'Italie Victor-Emmanuel II.
Après la démolition des murs en 1902, les deux bâtiments de la Porta Santo Stefano ont eu diverses utilisations :  bains publics, siège des vigiles urbains, comité pour la Bologne historique et artistique et section locale du Parti socialiste italien. Les deux édifices ont été le siège d'expériences d'autogestion : le Circolo Anarchico Berneri depuis 1972, et Atlantide, qui de 1997 à 2015 a été le siège de collectifs transféministes, lesbiennes, queer et punk.

## Source de la traduction
- (it) Cet article est partiellement ou en totalité issu de l’article de Wikipédia en italien intitulé « Porta Santo Stefano (Bologna) » (voir la liste des auteurs).